# Santo Caserio
Santo Geronimo Caserio (ur. 8 września 1873 w Motta Visconti, zm. 16 sierpnia 1894 w Lyonie) – włoski anarchista, czeladnik piekarski, zabójca prezydenta Marie François Sadi Carnot.

## Biografia

### Wczesne życie
Sante Caserio pochodził z Lombardii, wychował się w rodzinie wielodzietnej. Jego ojciec był żeglarzem, nazwał go Geronimo na cześć przywódcy Apaczów. W wieku dziesięciu lat opuścił dom rodzinny i wyjechał do Mediolanu, gdzie dostał pracę jako uczeń piekarza. Tam pierwszy raz nawiązał kontakt z grupami anarchistów.
W 1892 roku został skazany na osiem miesięcy więzienia za dystrybucję anarchistycznych ulotek. Zidentyfikowany i wyróżniony podczas publicznej demonstracji, został zmuszony do ucieczki z Włoch w wieku 18 lat. Po raz pierwszy wyjechał do Szwajcarii gdzie szukał pracy jako piekarz, a następnie przeniósł się do Lyonu, gdzie pracował jako posłaniec.

### Morderstwo
W dniu 24 czerwca 1894 Caserio postanowił pomścić śmierć Auguste Vaillanta. Powołując się na wyzysk ludu przez burżuazję, udał się do Lyonu, gdzie oczekiwano prezydenta Sadi Carnota, który miał udać się na inaugurację wystawy powszechnej. Kupił nóż i owinął go w gazety. Caserio czekał, aż szpaler prezydencki przejdzie przez Piazza della Repubblica, kiedy, korzystając z zamieszania, zbliżył się do samochodu, machając kartką. Wtedy pochylił się nad samochodem i wyjmując nóż z gazet zadał cios w okolice wątroby prezydenta. Czyn swój motywował przede wszystkim chęcią pomsty na Carnocie za to, iż nie skorzystał z przysługującego mu prawa łaski wobec straconych wcześniej anarchistów.
W czasie procesu nie próbował zaprzeczyć swoim działaniom, ani prosić sędziów o litość. Zaproponowano mu możliwość zmniejszenia kary w zamian za podanie imion niektórych jego wspólników, lecz odmówił. Przesłuchującym powiedział: „Caserio to piekarz, a nie informator”.
Caserio został stracony przez ścięcie na gilotynie w Lyonie dokładnie o 5 rano, 16 sierpnia 1894. Przed gilotyną wykrzyknął „Coraggio cugini – evviva l’anarchia!” („Odwaga, kuzyni – niech żyje anarchia!”). Jego maska pośmiertna jest teraz w posiadaniu Jean-Marie Le Pena, byłego przywódcy francuskiej partii Front Narodowy.